# Pirata luzonensis
Pirata luzonensis är en spindelart som beskrevs av Alberto Barrion och James A. Litsinger 1995. Pirata luzonensis ingår i släktet Pirata och familjen vargspindlar.
Artens utbredningsområde är Filippinerna. Inga underarter finns listade i Catalogue of Life.